# Infanta Margarita Teresa în rochie roz
Infanta Margarita Teresa în rochie roz este o pictură realizată în ulei pe pânză de către artistul spaniol Diego Velázquez în 1660, deși identificarea autorului nu este sigură. Pictura se află acum la Muzeul Prado din Madrid.
A fost în general considerată a fi ultima lucrare a operei sale, rochia fiind realizată de Velázquez însuși, iar capul (lăsat neterminat la moartea lui Velázquez) și partea inferioară a perdelelor completate de elevul său Juan Bautista del Mazo. Cu toate acestea, studiile recente efectuate de experți sugerează că tabloul ar putea fi realizat în întregime de Mazo. Muzeul Prado atribuie în prezent lucrarea lui Mazo.
Subiectul său a fost personajul regal cel mai frecvent înfățișat de Velázquez, aceasta apărând și în Las Meninas și în Infanta Margarita Teresa în rochie albastră. În ultimii ani ai vieții, el a petrecut perioade lungi realizând portrete ale acesteia pentru a le trimite curții austriece din motive politice și ca răspuns la anumite aranjamente matrimoniale făcute între cele două curți. Infanta Margarita Teresa în rochie albastră se află încă la Viena, la fel ca și cele două portrete ale sale din 1652-53 în rochie argintie și roz. O replică a celei din urmă dintre cele două, cu diferențe, se află în Palatul Liria din Madrid, deși această lucrare este atribuită unui alt pictor.
Până în secolul al XIX-lea pictura a fost identificată greșit ca un portret al infantei Mariei Tereza din Spania, copilul lui Filip al IV-lea din prima căsătorie (cu Elisabeta a Franței) și mai târziu soția lui Ludovic al XIV-lea al Franței. Într-un catalog din 1872 al pictorului Pedro de Madrazo, pe atunci director al muzeului Prado, era încă identificat greșit în acest fel. Cercetările ulterioare au relevat că este de fapt Margarita Teresa, copilul lui Filip al IV-lea din căsătoria cu Mariana de Austria. A fost admirat mai ales de impresioniști și de pictori ai mișcărilor ulterioare pentru ușurința pictării.